# Kładka dla pieszych przez rzekę Nogat w Malborku
Kładka dla pieszych przez rzekę Nogat w Malborku od 1990 Most im. św. Wojciecha, zw. Drewniany most na Nogacie – kładka stanowiąca przeprawę nad rzeką Nogat, przeznaczona dla pieszych i rowerzystów. Łączy bezpośrednio ul. Wałową i Bulwar im. Macieja Kilarskiego.

## Historia
Istniejąca obecnie kładka powstała w latach dziewięćdziesiątych XX wieku w miejscu dawniejszych kładek dla ruchu pieszego. Pierwsze przeprawy zlokalizowane w sąsiedztwie Zamku w Malborku były konstrukcjami drewnianymi, były to konstrukcje tymczasowe, oparte na łodziach. Przeprawy prowadzono od Bramy Mostowej, natomiast późniejsze konstrukcje (przynajmniej od XIX w.) lokalizowano ok. 150 metrów na północ od Bramy Mostowej (na poziomie zamku Niskiego). Mosty łyżwowe w nowym miejscu są uwidaczniane na pocztówkach / rycinach z XIX w. W okresie międzywojennym przeprawa ta była granicą między Niemcami a Wolnym Miastem Gdańsk.
W latach 30. XX w. konstrukcja na łodziach została rozebrana, a w jej miejscu wybudowano zupełnie nową konstrukcję palową z otwieranym przęsłem. Most ten był eksploatowany także po wojnie. W 1968 r. powstała kolejna przeprawa istniejąca do 1990 roku, kiedy to wybudowano obecnie istniejącą kładkę. 
W roku 2020 została podjęta decyzja o renowacji kładki.

## Galeria mostu

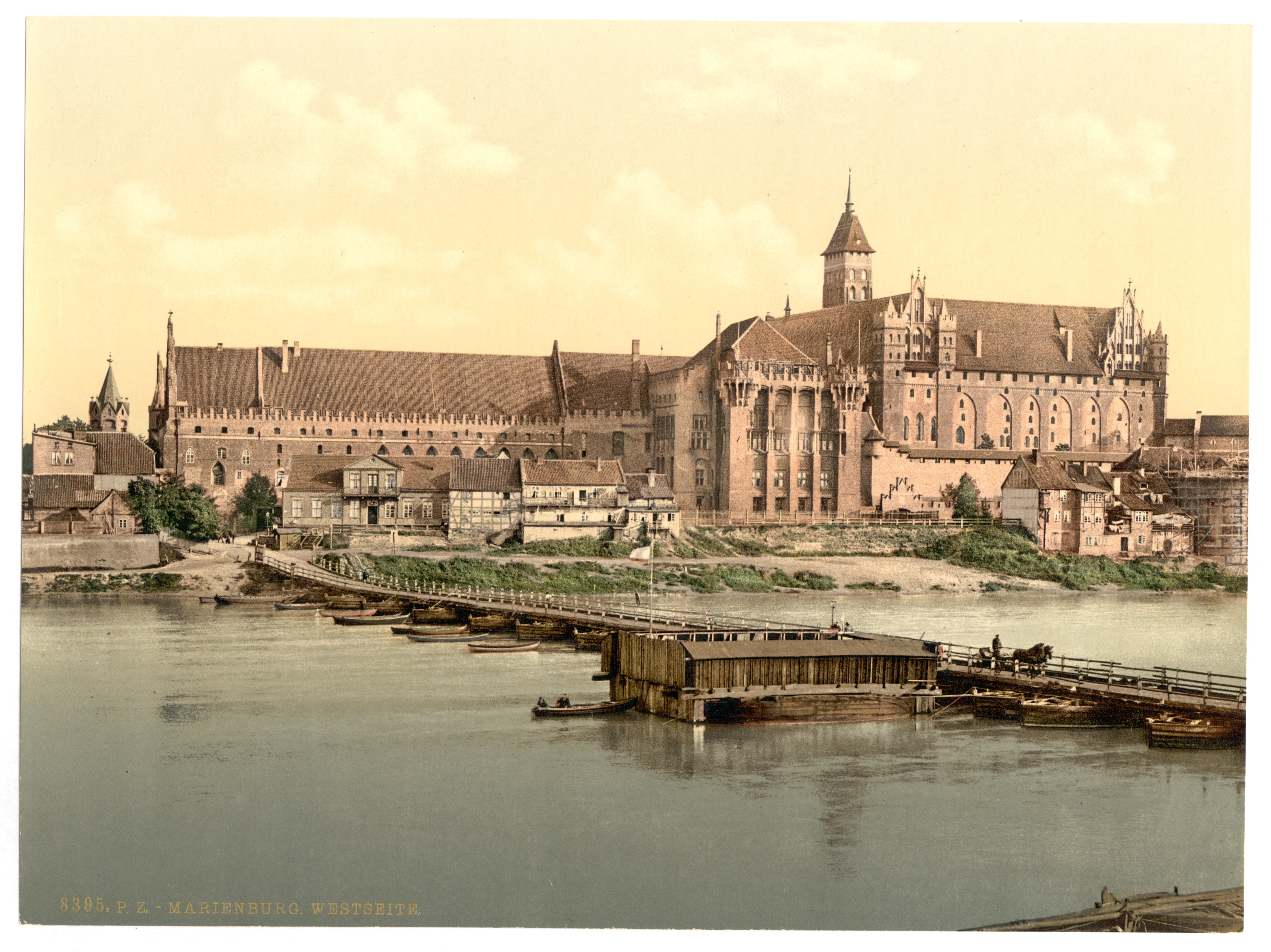
Most łyżwowy 1890–1900
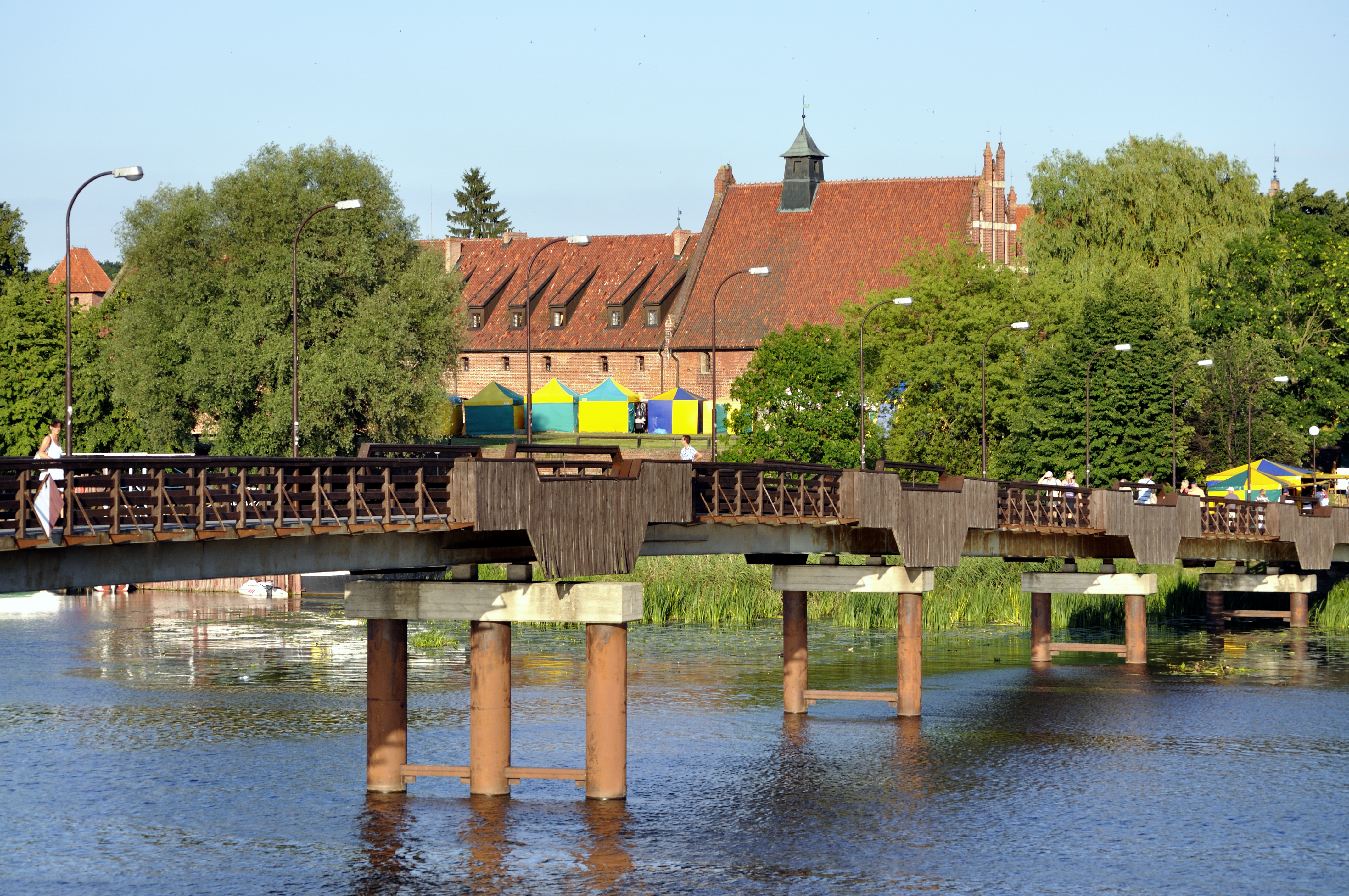
Most od strony Kałdowa
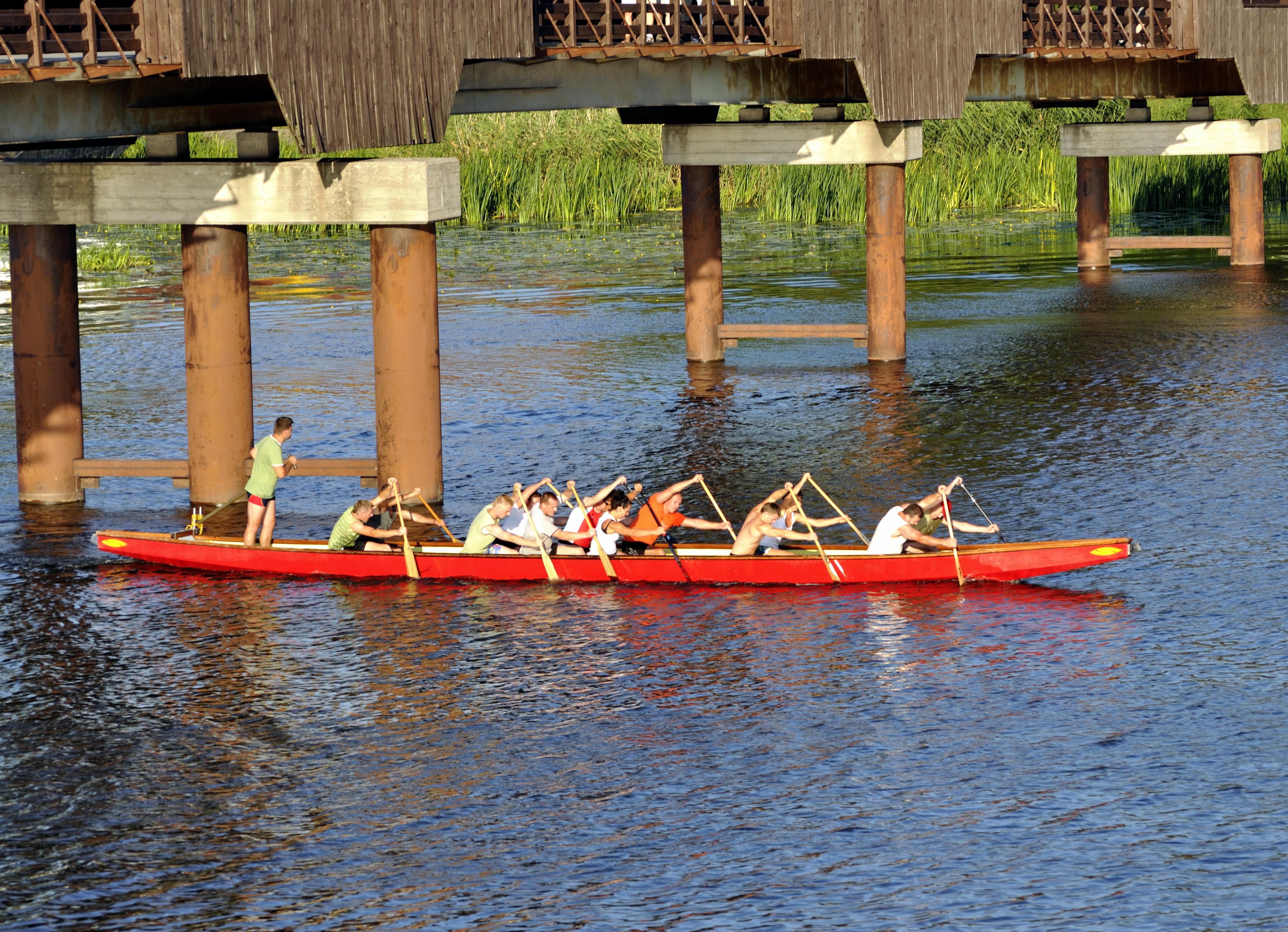
Smocze łodzie przepływające pod mostem
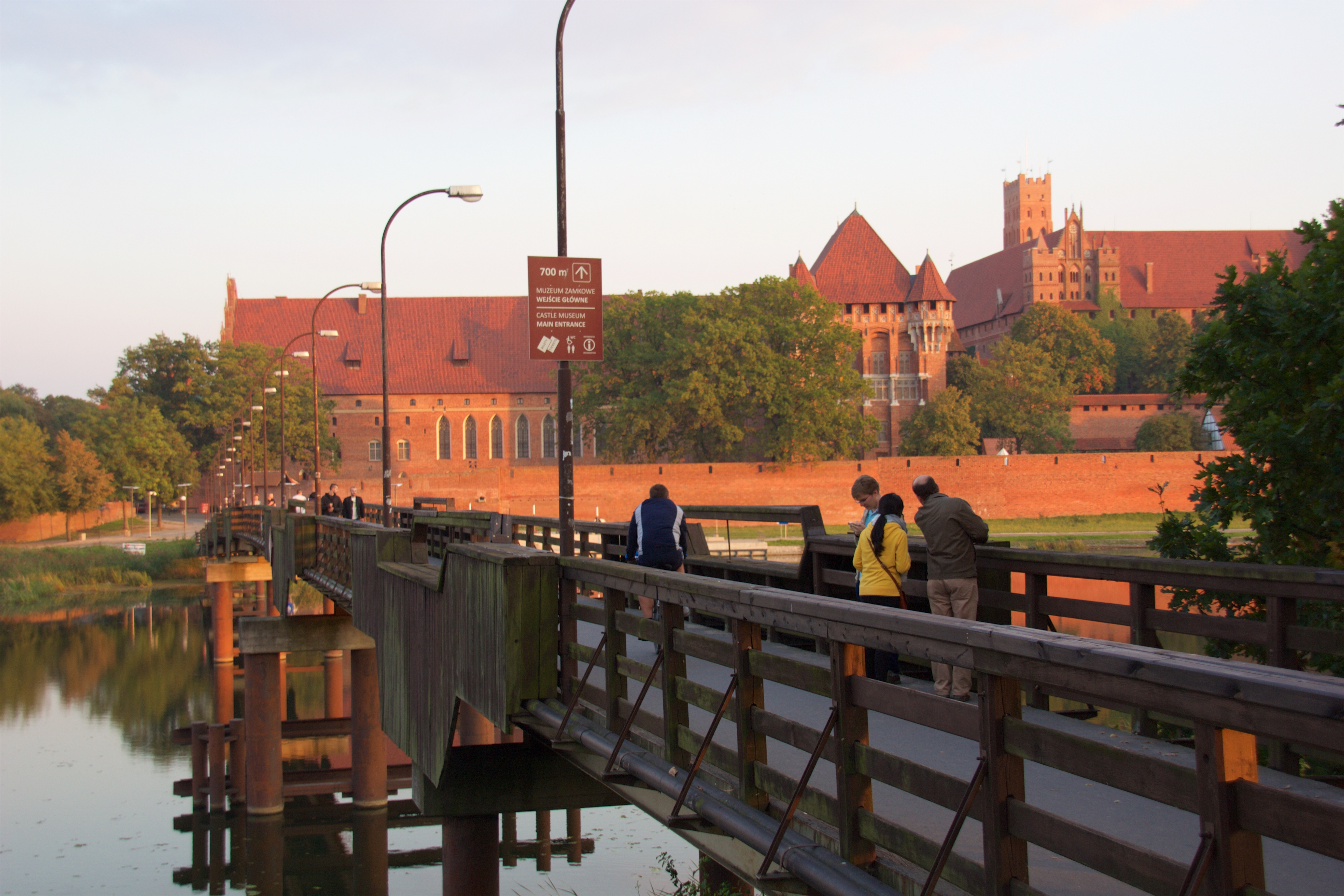
Początek mostu od ul. Wałowej